# La Gacilly
La Gacilly (tiếng Breton: Gazilieg) là một xã ở tỉnh Morbihan trong vùng Bretagne tây bắc Pháp. Xã này có diện tích 16,48 km², dân số năm 1999 là 2277 người. Khu vực này có độ cao từ 4-98 mét trên mực nước biển.
Cư dân của La Gacilly danh xưng trong tiếng Pháp là Gaciliens.
Ở đây có vườn thực vật Yves Rocher de La Gacilly
La Gacilly kết nghĩa với Gowerton ở Swansea, Wales, Anh quốc.